# Janua nipponicus
Janua nipponicus är en ringmaskart som först beskrevs av Toru Okuda 1934.  Janua nipponicus ingår i släktet Janua och familjen Serpulidae. Inga underarter finns listade i Catalogue of Life.